# Suddenly
| Совокупная оценка   | Совокупная оценка |
| Источник            | Оценка            |
| ------------------- | ----------------- |
| AnyDecentMusic?     | 8.2/10            |
| Metacritic          | 84/100            |
| Оценки критиков     |                   |
| Источник            | Оценка            |
| AllMusic            | [ 6 ]             |
| The Daily Telegraph | [ 7 ]             |
| DIY                 | [ 8 ]             |
| Exclaim!            | 9/10              |
| The Guardian        | [ 1 ]             |
| The Independent     | [ 10 ]            |
| NME                 | [ 2 ]             |
| Pitchfork           | 8.2/10            |
| Slant Magazine      | [ 12 ]            |
| The Times           | [ 13 ]            |

Suddenly (с англ. — «Внезапно») — десятый студийный альбом канадского певца Карибу (настоящее имя Дэниел Виктор Снейт) вышел 28 февраля 2020 года на лейблах City Slang и Merge Records.
Альбом выиграл Juno Award в категории Electronic Album of the Year на церемонии Juno Awards of 2021.

## История
У Снайта было около 900 «набросков идей» для альбома, которые он сократил до 12 полных треков. Темы альбома включают природу и постоянную эволюцию отношений с семьёй и друзьями. Снэйт назвал альбом Suddenly из-за «одержимости его дочери этим словом».

## Отзывы
Том Сломан из DIY заявил, что альбом «продолжает умение Карибу выпускать альбомы, которые одновременно доступные и исследовательские». Сет Уилсон из Slant Magazine написал: «Тем не менее, что делает альбом таким впечатляющим, так это голос Снэйта. Это первая работа Caribou, в которой он поет на каждом треке, и его вокал сведен выше, чем в прошлом. Повсюду его завораживающий вокал возвышает песни, которые в противном случае могли бы показаться банальными». Уилсон также чувствовал, что «Альбом вознаграждает […] за ориентиры, и это удовольствие слушать, как такой искусный музыкант собирает свою собственную коллекцию пластинок для вдохновения». Рецензируя альбом для NME, Томас Смит считает, что «Ваша история с каталогом Снайта будет определять, какие элементы Suddenly наиболее интригующие. Более экспериментальные и тревожные элементы вознаградят давних фанатов, в то время как недавние новообращенные будут так же взволнованы его изобильным началом вечеринки».

## Итоговые списки критиков
| Публикации      | Список                                           | Ранг | Ссылка |
| --------------- | ------------------------------------------------ | ---- | ------ |
| Billboard       | Billboard́s 50 Best Albums of 2020 — Mid-Year     | N/A  | [ 16 ] |
| Paste           | Pastés 25 Best Albums of 2020 — Mid-Year         | 10   | [ 17 ] |
| Stereogum       | Stereoguḿs 50 Best Albums of 2020 — Mid-Year     | 17   | [ 18 ] |
| Stereogum       | The 50 Best Albums of 2020                       | 36   | [ 19 ] |
| Rolling Stone   | Rolling Stonés 50 Best Albums of 2020 — Mid-Year | N/A  | [ 20 ] |
| Under the Radar | Under the Radaŕs Top 100 Albums of 2020          | 22   | [ 21 ] |

## Список композиций
Слова и музыка всех песен — Dan Snaith, except where noted.
| №                   | Название               | Автор(ы)                                               | Длительность |
| ------------------- | ---------------------- | ------------------------------------------------------ | ------------ |
| 1.                  | «Sister»               |                                                        | 2:11         |
| 2.                  | «You and I»            |                                                        | 4:03         |
| 3.                  | «Sunny's Time»         |                                                        | 2:49         |
| 4.                  | «New Jade»             |                                                        | 3:37         |
| 5.                  | «Home»                 | Snaith Bobby Dixon                                     | 2:36         |
| 6.                  | «Lime»                 | Snaith Gerard Tempesti Constant Achoun Dominique Pelon | 2:55         |
| 7.                  | «Never Come Back»      |                                                        | 5:05         |
| 8.                  | «Filtered Grand Piano» |                                                        | 0:53         |
| 9.                  | «Like I Loved You»     |                                                        | 4:05         |
| 10.                 | «Magpie»               |                                                        | 3:55         |
| 11.                 | «Ravi»                 |                                                        | 4:29         |
| 12.                 | «Cloud Song»           |                                                        | 6:50         |
| Общая длительность: | Общая длительность:    | Общая длительность:                                    | 43:28        |

## Чарты
| Чарт (2020)                                  | Высшая позиция |
| -------------------------------------------- | -------------- |
| Австралия (ARIA)                             | 35             |
| Австрия (Ö3 Austria)                         | 20             |
| Бельгия/Фландрия (Ultratop)                  | 18             |
| Бельгия/Валлония (Ultratop)                  | 173            |
| Канада (Canadian Albums Chart)               | 87             |
| Нидерланды (Album Top 100)                   | 66             |
| Франция (SNEP)                               | 98             |
| Германия (Offizielle Top 100)                | 25             |
| Ирландия (Irish Albums Chart)                | 27             |
| Италия (FIMI)                                | 97             |
| Шотландия (Scottish Albums Chart)            | 9              |
| Испания (PROMUSICAE)                         | 53             |
| Швейцария (Schweizer Hitparade)              | 25             |
| Великобритания (UK Albums Chart)             | 13             |
| Великобритания (UK Dance Albums Chart)       | 2              |
| Великобритания (UK Independent Albums Chart) | 3              |
| США (Billboard 200)                          | 154            |
| США (Billboard Independent Albums)           | 18             |
| США (Billboard Top Album Sales)              | 19             |
| США (Billboard Top Alternative Albums)       | 9              |
| США (Billboard Dance/Electronic Albums)      | 2              |
| США (Billboard Vinyl Albums)                 | 8              |